# Groton (New Hampshire)
Groton ist der Name einer Town im Grafton County des US-Bundesstaates New Hampshire in Neuengland. Das U.S. Census Bureau hat bei der Volkszählung 2020 eine Einwohnerzahl von 569 ermittelt. Vor der Verleihung der Stadtrechte war Groton als Cockermouth bekannt. Diesen Namen trägt heute noch ein durch das Gebiet verlaufender Fluss. Er geht zurück auf Charles Wyndham, den 2. Earl of Egremont, Baron von Cockermouth. Den Namen Groton schlug ein späterer Siedler vor, der aus Old Groton in Massachusetts stammte. Mit einer ersten Landzuteilung, die auf das Jahr 1761 zurückgeht, gehört Groton zu den Gemeinden in New Hampshire, die noch unter englischer Herrschaft eingerichtet wurden.

## Geographie

### Lage
Groton liegt in der Dartmouth-Lake Sunapee-Region New Hampshires südlich der White Mountains zwischen dem Tal des Baker River im Norden, dem Mount Cardigan im Süden und dem Newfound Lake im Südosten.

### Nachbargemeinden
Rumney im Norden, Plymouth und Hebron im Osten, Alexandria und Orange im Süden sowie Dorchester im Westen.

### Gemeindegliederung
Historisch Groton Corner, Groton Village und North Groton, heute nur letzteres.

### Berge
Der Tenney Mountain mit 684 Metern und der Mount Crosby mit 681 Metern, beide im Osten nahe den Grenzen zu Plymouth beziehungsweise Hebron, sind die höchsten Erhebungen im Gemeindegebiet.

### Gewässer
Im Westen, nördlich des Kimball Hill, entspringt der Cockermouth River, fließt in vorwiegend östlicher Richtung durch den Süden Grotons und durch den Kernort, ehe er in Hebron in den Newfound Lake mündet. Von rechts mündet der aus Orange kommende Atwell Brook. Ebenfalls in Orange hat der South Branch Baker River seinen Ursprung, der im Süden und Westen mehrfach durch Groton verläuft. Durch North Groton fließt der Halls Brook zum Baker River, ebenso aus Groton Hollow der Clark’s Brook. Dem Little Pond entspringt ein Bach, der bei Groton Village in den Cockermouth fließt. Der Spectacle Pond war der größte Teich Grotons, bis sich Hebron abspaltete; er liegt zur Hälfte in diesem.

## Geschichte
Die erste Landzuteilung für Cockermouth datiert auf den 8. Juli 1761. Sie wurde wegen Nichterfüllung der Vertragsbedingungen für verfallen erklärt und mit Datum vom 22. November 1766 eine erneute Zuteilung ausgefertigt. Auch diese zweite Gruppe von Eigentümern hatte Schwierigkeiten, die Bedingungen zu erfüllen, obwohl ab 1770 erste Siedler kamen und Hütten gebaut sowie Felder gerodet und bestellt wurden. Diesmal, am 24. Januar 1772, genehmigte der Gouverneur eine Fristverlängerung von drei Jahren. Noch vor der Verleihung von Stadtrechten erhielt diese Hebron, das 1792 aus Teilen von Groton und Plymouth gebildet wurde. Groton folgte mit Datum vom 7. Dezember 1796 und erhielt mit dem Status einer selbstverwalteten Gemeinde auch den neuen Namen. Mit Wirkung vom 26. Juni 1845 kam ein Stück Land von Hebron wieder an Groton zurück.
Unter den ersten Siedlern von 1770 war ein Mann namens Phineas Bennett, der die erste Hütte baute und noch im gleichen Jahr heiratete. In Anerkennung der Bereitschaft, in die unbesiedelte Wildnis zu ziehen, übertrugen die Eigentümer der frischgebackenen Mrs. Elizabeth Bennett 50 acre eigenen Landes. Das Land allgemein wurde als uneben und rau, aber malerisch beschrieben, der Boden als gut geeignet zur Weidewirtschaft. Zu den landwirtschaftlichen Erzeugnissen gehörte neben den üblichen Mais, Hafer und Kartoffeln auch Buchweizen, es gab wertvolle Waldbestände, und Groton erzeugte Ahornsirup in nennenswerten Mengen. Gegen Ende des 19. Jahrhunderts war Groton der größte Produzent von Glimmer des Landes.
1779 wurde die erste Kirchengemeinde von den Congregationalisten gebildet, die erste Kirche 1840 von den Methodisten und Baptisten gemeinsam errichtet. 1859 hatte Groton zwei Dörfer mit je einem Postamt, daneben zehn Säge- und zwei Kornmühlen und war in elf Schulbezirke unterteilt. An einer dieser Schulen unterrichtete ab 1843 die eben erst 15-jährige Mary Chase Walker aus Methuen, Massachusetts.
Die Menge an Ahornsirup wird 1875 mit 15.000 Pfund pro Jahr angegeben. Haupteinnahmequelle der Bevölkerung war die Landwirtschaft, daneben wurden 1.035.000 Fuß Schnittholz, 90.000 Fassadenbretter sowie 430.000 Schindeln pro Jahr gesägt und gehobelt. An den Schulen wurde im Schnitt an zehn Wochen im Jahr unterrichtet. Zum Ende des Jahrhunderts hatte Groton weiterhin zwei Postämter, und jede der beiden Siedlungen hatte etwa 20 Wohngebäude. Daneben standen in North Groton eine unionierte Kirche, ein Laden, eine Anlagen- und Werkzeugmacherei, eine Säge- und Schindelmühle sowie eine Schmiede. In Groton Village gab es drei Sägemühlen, ebenfalls eine Schmiede sowie einen Arzt. Von den zunächst elf, dann zehn Schulbezirken waren 1886 noch sieben übrig geblieben. Von 128 Schülern strebten zehn einen höheren Abschluss an. Die zehn Lehrerinnen erhielten im Monat durchschnittlich 18,92 $. Von den zwei Minenunternehmen, die Glimmer abbauten, hatte eine ihren Sitz vor Ort in North Groton, die andere, mit zwei Minen an Kimball und Fletscher Hill, hatte ihren Sitz in Connecticut. Die Sägen, teils dampf-, teils wasserbetrieben, produzierten nicht nur Schnittholz, sondern auch andere Produkte wie Schindeln und Fassadenbretter, Möbelteile, Spulen, nahmen Einzelaufträge zum Hobeln und Sägen an, und eine produzierte neben anderem Cider.
Im Jahr 2021 wurden auf zwei Höhenrücken in Groton insgesamt 24 Windkraftanlagen mit einer jeweiligen Nennleistung von 2,0 Megawatt errichtet.

### Bevölkerungsentwicklung
| Volkszählungsergebnisse – Groton, New Hampshire | Volkszählungsergebnisse – Groton, New Hampshire | Volkszählungsergebnisse – Groton, New Hampshire | Volkszählungsergebnisse – Groton, New Hampshire | Volkszählungsergebnisse – Groton, New Hampshire | Volkszählungsergebnisse – Groton, New Hampshire | Volkszählungsergebnisse – Groton, New Hampshire | Volkszählungsergebnisse – Groton, New Hampshire | Volkszählungsergebnisse – Groton, New Hampshire | Volkszählungsergebnisse – Groton, New Hampshire | Volkszählungsergebnisse – Groton, New Hampshire |
| Jahr                                            | 1773                                            | 1775                                            | 1786                                            | 1790                                            | 1800                                            | 1810                                            | 1820                                            | 1830                                            | 1840                                            | 1850                                            |
| ----------------------------------------------- | ----------------------------------------------- | ----------------------------------------------- | ----------------------------------------------- | ----------------------------------------------- | ----------------------------------------------- | ----------------------------------------------- | ----------------------------------------------- | ----------------------------------------------- | ----------------------------------------------- | ----------------------------------------------- |
| Einwohner                                       | 107                                             | 118                                             | 281                                             | 373                                             | 391                                             | 549                                             | 688                                             | 687                                             | 870                                             | 776                                             |
| Jahr                                            | 1860                                            | 1870                                            | 1880                                            | 1890                                            | 1900                                            | 1910                                            | 1920                                            | 1930                                            | 1940                                            | 1950                                            |
| Einwohner                                       | 778                                             | 583                                             | 566                                             | 464                                             | 346                                             | 319                                             | 199                                             | 202                                             | 552                                             | 442                                             |
| Jahr                                            | 1960                                            | 1970                                            | 1980                                            | 1990                                            | 2000                                            | 2010                                            | 2020                                            | 2030                                            | 2040                                            | 2050                                            |
| Einwohner                                       | 348                                             | 120                                             | 255                                             | 318                                             | 458                                             | 593                                             | 569                                             |                                                 |                                                 |                                                 |

## Infrastruktur und Gemeindeeinrichtungen
Die Polizei von Groton wird von einem Teilzeitchef geleitet, für Feuerwehr und medizinische Notfallversorgung sind die jeweiligen Freiwilligenorganisationen von Rumney und Hebron zuständig, das nächstgelegene Krankenhaus ist das Speare Memorial Hospital in Plymouth. Die Bibliotheksdienste werden ebenfalls aus Hebron geführt. Groton gehört zum Newfound Area Schulverbund, die Schulen befinden sich in Hebron beziehungsweise Bristol. Wasserver- sowie Abwasserentsorgung erfolgen privat mit Brunnen und Abwassertanks. Eine Müllabfuhr gibt es nicht, eine Annahmestation befindet sich in North Groton.

### Verkehr
Durch Groton verlaufen Ortsstraßen. Die nächstgelegene Durchgangsstraße ist die New Hampshire State Route NH–3A, eine Parallelstrecke der US-3 von Bristol nach Plymouth. Groton am nächsten liegt der Plymouth Municipal Airport mit einer Graspiste. Der Newfound Valley Airport in Bristol ist ebenfalls nur für kleinere Flugzeuge geeignet und hat eine Asphaltpiste. Der nächstgelegene Flughafen mit Linienverkehr ist der Lebanon Municipal Airport in Lebanon.

## Sehenswürdigkeit
Die Sculptured Rocks Natural Area entlang des Cockermouth River umfasst ein Gebiet, in dem sich der Wasserlauf nach der letzten Eiszeit in das Grundgestein eingeschliffen hat.